# ألان كامانغا
ألان كامانغا (بالإنجليزية: Allan Kamanga)‏ (29 ديسمبر 1981 مالاوي - ) هو لاعب كرة قدم ملاوي، شارك في كأس الأمم الأفريقية 2010.

## مسيرته

### مسيرته مع الأندية
- 2002 - 2005 لعب مع نادي مايتي ووندرز 66 مباراة سجل خلالها هدف.
- 2005 - 2005 لعب مع Monomotapa United F.C. [الإنجليزية]‏ 12 مباراة.
- 2005 - 2006 لعب مع نادي بلاك ليوباردز 29 مباراة.
- 2006 - 2007 لعب مع Pietersburg Pillars [الإنجليزية]‏ 25 مباراة سجل خلالها هدف.
- 2007 - 2007 لعب مع نادي مبومالانجا بلاك أسأت 14 مباراة.
- 2007 - 2011 لعب مع Dynamos F.C. (South Africa) [الإنجليزية]‏ 46 مباراة سجل خلالها 4 أهداف.

## روابط خارجية
- ألان كامانغا على موقع الاتحاد الدولي (مؤرشف)  (الإنجليزية)
- ألان كامانغا على موقع قاعدة بيانات كرة القدم.إي يو (الإنجليزية)
- ألان كامانغا على موقع ناشيونال فوتبول تيمز (الإنجليزية)